# لومي (مساج)
مساج لومي (LOMI LOMI) هو أسلوب التدليك التقليدي في هاواي. وتختلف طريقته من جزيرة لأخرى ومن أسرة لأخرى نظرا لأنه من ابتكار أهل البلد. ويطلق اسم لومي لومي أيضا على التدليك في ساموا وشرق فوتونا. كما يعرف أيضا في ساموا باسم lolomi وmilimili. ويطلق عليه في شرق فوتونا milimili ،fakasolosolo ،amoamo ،lusilusi kinikini ،fai'ua. ويطلق عليه أهل Maori اسم roromi وmirimiri. ويطلق عليه في تونغا fotofota ،tolotolo، amoamo. ويطلق عليه في تاهيتي اسم rumirumi. ويعرف في جزيرة نوميا في توفالو باسم popo، ويطلق على أسلوب الضغط kukumi، وأسلوب الحرارة tutu. كما عثر على وثائق عن التدليك في تيكوبيا في جزر سليمان، وفي راروتونغا وفي بوكابوكا في ساموا الغربية.

## الوصلات الخارجية
- مقالات عن المساج على موقع مركز المساج